# GeoGebra

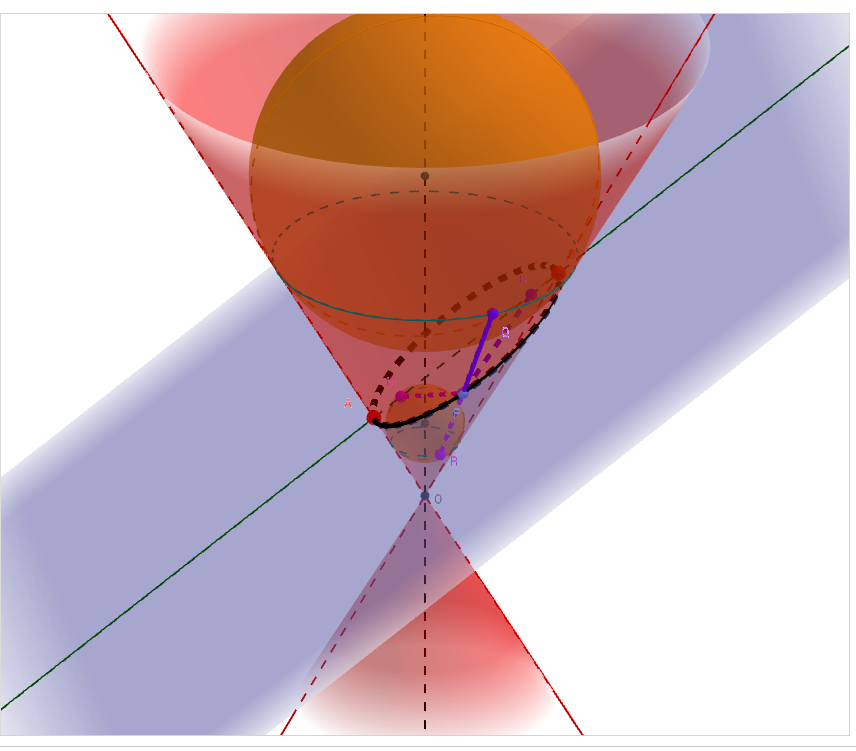
Dandelinsfeer met GeoGebra

GeoGebra is een computeralgebrasysteem. GeoGebra kan voor de verschillende onderdelen van de wiskunde worden gebruikt. Met de computer is het mogelijk berekeningen uit te voeren, functies te tekenen en te analyseren en met passer en liniaal figuren te tekenen. GeoGebra is geschikt om te gebruiken in de analyse, de meetkunde en de statistiek. GeoGebra dient vooral voor onderwijsdoeleinden.
GeoGebra is in de programmeertaal Java geschreven. Bij het ontwikkelen van GeoGebra is gebruikgemaakt van andere, gratis beschikbare programma's. De webapplicatie van GeoGebra is in HTML5 uitgevoerd. In GeoGebra kunnen macro's worden gedefinieerd.
Het programma heeft diverse internationale prijzen gewonnen.